# Coöperatieve wijnkelder van Gandesa

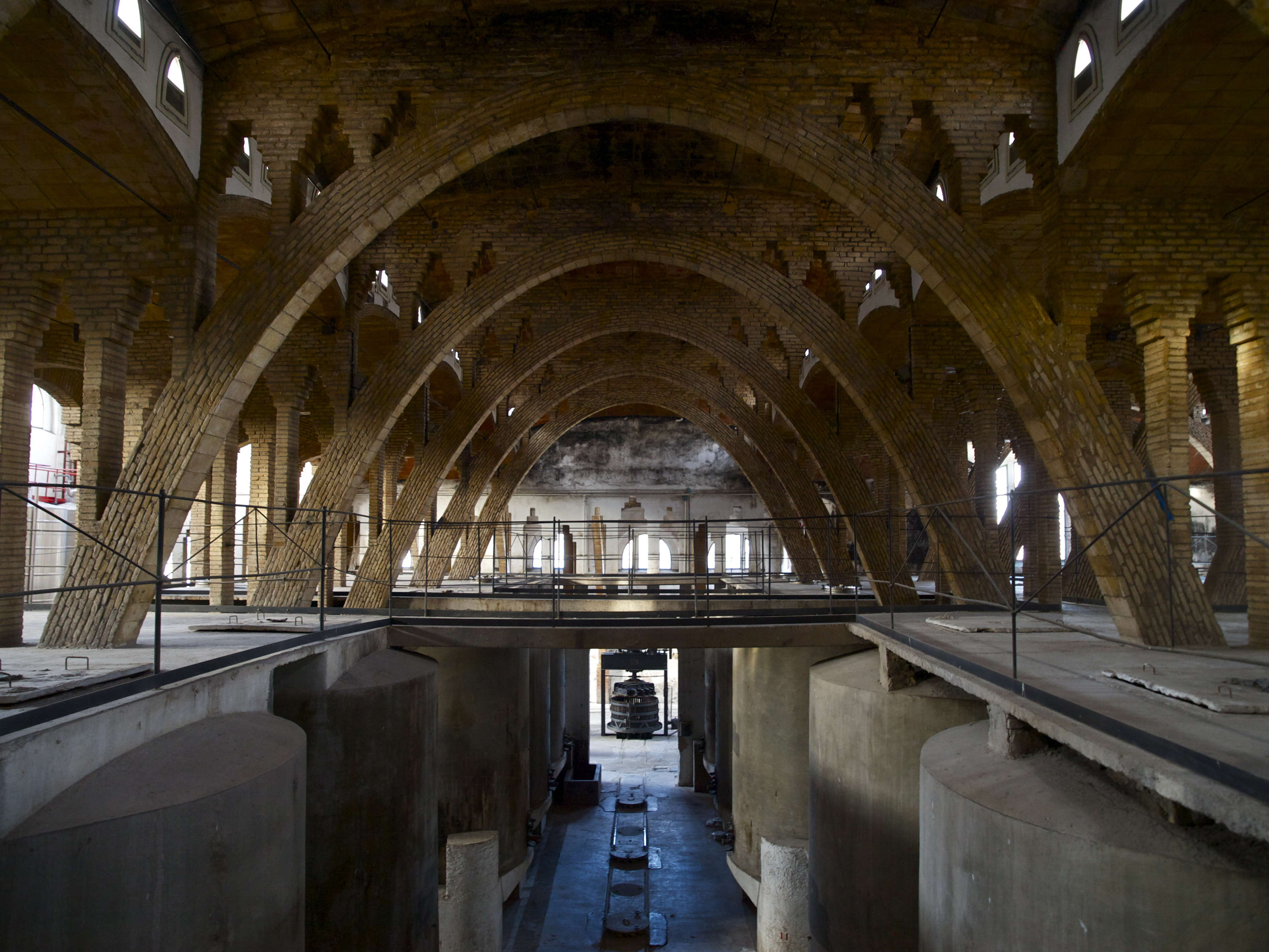
Interieur

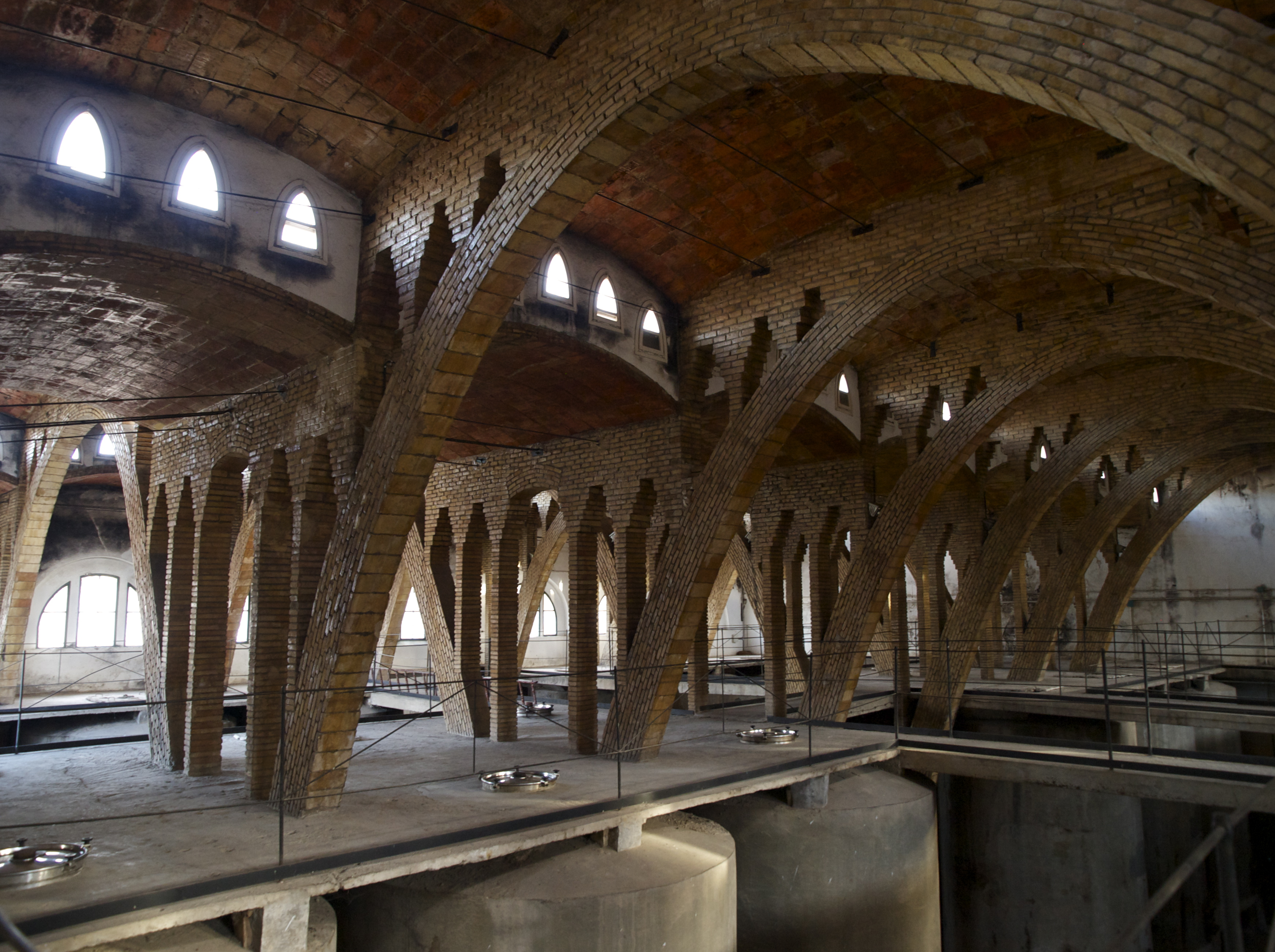
Bogen van de wijnkelder

De Coöperatieve wijnkelder van Gandesa is een modernistisch gebouw in Gandesa en ontworpen door de architect Cèsar Martinell i Brunet. De bouw werd in 1920 afgerond en wordt beschouwd als een Nationaal cultureel goed. De wijnkelder werd in 2007 gekozen tot een van de Zeven Wonderen van Catalonië. 

## Geschiedenis
Het gebouw werd op aanvraag van Josep Maria Serres, de oprichter en eerste voorzitter van de "Landbouwcoöperatie van Gandesa", ontworpen door de architect Cèsar Martinell i Brunet, leerling van Antoni Gaudí en Puig i Cadafalch. 
De bouw van de wijnkelder werd beëindigd in januari 1920 en de oliemolen in november 1920. Het project bevatte eveneens artistiek keramiek van Xavier Nogués, welke echter tijdens de Spaanse Burgeroorlog werd verwoest. Naast de architecturale waarde heeft het gebouw ook alle benodigdheden om wijn te maken. 
Aan de achterkant van het gebouw wilde Martinell een taveerne bouwen, maar deze werd pas gerealiseerd aan het eind van de jaren 80 door de architect Manuel Ribas i Piera volgens de originele ontwerpen uit 1919.

## Architectuur
Het centrale gedeelte van de Coöperatieve wijnkelder is samengesteld uit twee schepen met paraboolvormige bogen en Catalaanse koepels van baksteen en drie lagen tegels. Bij de toegangspoort vindt men haaks op elkaar staande bogen. Het centrale gedeelte is niet overal even hoog, wat zorgt voor meer lichtinval.
De structuur van het dak bestaat uit lichte doch stevige Catalaanse koepels gemaakt van klein keramisch materiaal dat met elkaar verweven is. Achter het centrale gedeelte van de Coöperatieve wijnkelder bevindt zich een hoger en smaller dak waar men de druiven naar binnen brengt.

## De Coöperatie
De Coöperatieve wijnkelder van Gandesa werd in 1919 opgericht door 48 leden uit Gandesa. In 2008 telde de coöperatie 458 leden die voornamelijk wijn, amandelen en olijven verbouwen. De wijngaarden zijn uitgebreid met 1000 hectare en de productie is vier miljoen kilo druiven, waarvan ongeveer evenveel witte als rode, die overeenkomen met grenache blanc, grenache noir, grenache gris, carignan, macabeu, tempranillo, cabernet sauvignon, syrah, etc. die vallen onder de Denominació d'Origen Terra Alta.